# Henrik Zetterberg
Carl Henrik Zetterberg, född 9 oktober 1980 i Njurunda i Sundsvalls kommun, är en svensk före detta professionell ishockeyspelare som var lagkapten i Detroit Red Wings i NHL fram till säsongsstarten 2018. 

## Spelarkarriär

### Tidigare år
Zetterberg inledde sin karriär i Njurunda SK innan han i sena pojkåren gick över till Timrå IK där han slog igenom på allvar när laget gick upp i Elitserien våren 2000. 2000–01 tilldelades han priset som årets rookie. Säsongen därpå fick Zetterberg mottaga Guldpucken och flyttade samma år till NHL och Detroit Red Wings, klubben som tidigare draftat honom.
2004–05 var Zetterberg tillbaka i Elitserien då NHL-säsongen blev inställd på grund av lockout. Zetterberg vann den totala poängligan i grundserien på 50 poäng (50 matcher).

### NHL-karriär
Den 10 oktober 2002 gjorde Zetterberg sin debut i NHL. Han spelade 79 matcher och noterades för 44 poäng under sin rookiesäsong.
2007–08 inledde han säsongen genom att sätta klubbrekord efter att som första spelare i Detroit göra poäng i alla de första sjutton matcherna i säsongsinledningen. Säsongen slutade med Stanley Cup-triumf och seger i slutspelets poängliga, som även gav Zetterberg Conn Smythe Trophy - som den andre europén genom tiderna (efter Nicklas Lidström).
Säsongen 2008–09 var ingen toppsäsong för Zetterberg. Han slutade på 31 mål och 42 assist, totalt 73 poäng på 77 matcher. Men i slutspelet blev han poängbäst i Detroit Red Wings. Han slutade trea i poängligan med 24 poäng, 11 mål och 13 assist. Han var också näst bäst i +/- ligan efter Daniel Cleary, Zetterberg hade +13 och Cleary +17. Zetterberg spelade i snitt över 22 minuter per match i slutspelet. Med det blev han sexa av forwards i slutspelet men de fem som var före honom hade spelat drygt tio matcher mindre.
28 januari 2009, på slutet av kontraktet, skrev Zetterberg på ett 12-årskontrakt med Red Wings, värt $73 miljoner, vilket då var rekord i ligan.
I januari 2013 tog Zetterberg över rollen som lagkapten för Red Wings efter att Nicklas Lidström avslutade sin karriär den föregående säsongen.
Söndagen den 9 april 2017 nådde Zetterberg en mäktig milstolpe i karriären. Han genomförde då sin tusende match i Red Wings rödvita-mundering. Detta sammanföll med Detroits sista hemmamatch någonsin i klassiska Joe Louis Arena.
Den 14 september 2018 avslutade Zetterberg sin ishockeykarriär på grund av skadebekymmer.

## Internationellt

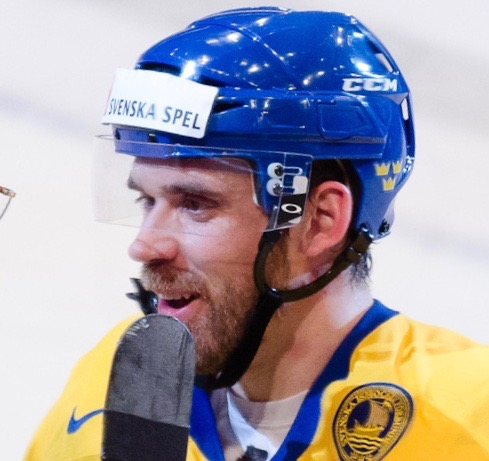

Henrik Zetterberg har varit en del av svenska landslaget, Tre Kronor, sedan debuten 2001. Han har så här långt deltagit i sex stycken VM och tagit totalt fyra medaljer, två brons (2001 och 2002), ett silver (2003) och ett guld (2006).
Zetterberg var med och tog guld i OS 2006 i Turin. I finalen mot Finland stod han för 2 poäng, via 1 mål och 1 assist, i Tre Kronors 3-2-seger. Sverige blev under 2006 första nation någonsin att vinna VM-guld och OS-guld samma år.
Efter Stanley Cup 2008 blev Zetterberg kvalificerad för Trippelguldklubben, som innebär att han vunnit OS-guld, VM-guld och Stanley Cup. Zetterberg är en av 25 medlemmar. En annan av dem är hans lagkamrat i Red Wings, Niklas Kronwall.
Zetterberg blev utvald som lagkapten vid olympiska vinterspelen 2014. Men för en halvskadad Zetterberg, som tidigare missat 13 matcher med Red Wings samma säsong, blev det endast en match i turnering. En efterhängsen ryggskada förvärrades och satte stopp för fortsatt deltagande. Niklas Kronwall tog sedermera över kaptensrollen för Tre Kronor.

## Privatliv
Zetterberg går under smeknamnet "Zäta" i Sverige och "Hank" av hans lagkamrater i Detroit.
23 juli 2010 gifte han sig med Emma Andersson i Brunnby kyrka. Paret är bosatt i Ängelholm tillsammans med sonen Love, född 2015. Sedan 2020 driver paret baguetterian 2020 Mölle i Mölle hamn.
Som 19-åring var Zetterberg med i Svenska armén under några månader.

## Statistik

### Klubbkarriär
| 1997–98    | Timrå IK           | HA         | 16   | 1   | 2   | 3   | 4   | 4   | 0  | 1  | 1   | 0  |
| 1998–99    | Timrå IK           | HA         | 37   | 15  | 13  | 28  | 2   | 4   | 2  | 1  | 3   | 2  |
| 1999–00    | Timrå IK           | HA         | 42   | 20  | 14  | 34  | 20  | 10  | 10 | 4  | 14  | 4  |
| 2000–01    | Timrå IK           | SHL        | 47   | 15  | 31  | 46  | 24  | —   | —  | —  | —   | —  |
| 2001-02    | Timrå IK           | SHL        | 48   | 10  | 22  | 32  | 20  | 8   | 7  | 5  | 12  | 2  |
| 2002–03    | Detroit Red Wings  | NHL        | 79   | 22  | 22  | 44  | 8   | 4   | 1  | 0  | 1   | 0  |
| 2003–04    | Detroit Red Wings  | NHL        | 61   | 15  | 28  | 43  | 14  | 12  | 2  | 2  | 4   | 4  |
| 2004–05    | Timrå IK (lockout) | SHL        | 50   | 19  | 31  | 50  | 24  | 7   | 6  | 2  | 8   | 2  |
| 2005–06    | Detroit Red Wings  | NHL        | 77   | 39  | 46  | 85  | 30  | 6   | 6  | 0  | 6   | 2  |
| 2006–07    | Detroit Red Wings  | NHL        | 63   | 33  | 35  | 68  | 36  | 18  | 6  | 8  | 14  | 12 |
| 2007–08    | Detroit Red Wings  | NHL        | 75   | 43  | 48  | 92  | 34  | 22  | 13 | 14 | 27  | 16 |
| 2008–09    | Detroit Red Wings  | NHL        | 77   | 31  | 42  | 73  | 36  | 23  | 11 | 13 | 24  | 13 |
| 2009–10    | Detroit Red Wings  | NHL        | 74   | 23  | 47  | 70  | 26  | 12  | 7  | 8  | 15  | 6  |
| 2010–11    | Detroit Red Wings  | NHL        | 80   | 24  | 56  | 80  | 40  | 7   | 3  | 5  | 8   | 2  |
| 2011–12    | Detroit Red Wings  | NHL        | 82   | 22  | 47  | 69  | 47  | 5   | 2  | 1  | 3   | 4  |
| 2012–13    | EV Zug (lockout)   | NLA        | 23   | 16  | 16  | 32  | 20  | —   | —  | —  | —   | —  |
| 2012–13    | Detroit Red Wings  | NHL        | 46   | 11  | 37  | 48  | 18  | 14  | 4  | 8  | 12  | 8  |
| 2013–14    | Detroit Red Wings  | NHL        | 45   | 16  | 32  | 48  | 20  | 2   | 1  | 1  | 2   | 0  |
| 2014–15    | Detroit Red Wings  | NHL        | 77   | 17  | 49  | 66  | 32  | 7   | 0  | 3  | 3   | 8  |
| 2015–16    | Detroit Red Wings  | NHL        | 82   | 13  | 37  | 50  | 24  | 5   | 1  | 0  | 1   | 4  |
| 2016–17    | Detroit Red Wings  | NHL        | 82   | 17  | 51  | 68  | 22  | —   | —  | —  | —   | —  |
| 2017–18    | Detroit Red Wings  | NHL        | 82   | 11  | 45  | 56  | 14  | —   | —  | —  | —   | —  |
| NHL totalt | NHL totalt         | NHL totalt | 1082 | 337 | 623 | 960 | 401 | 137 | 57 | 63 | 120 | 79 |
| SHL totalt | SHL totalt         | SHL totalt | 145  | 44  | 84  | 128 | 68  | 7   | 6  | 2  | 8   | 6  |

## Utmärkelser och rekord

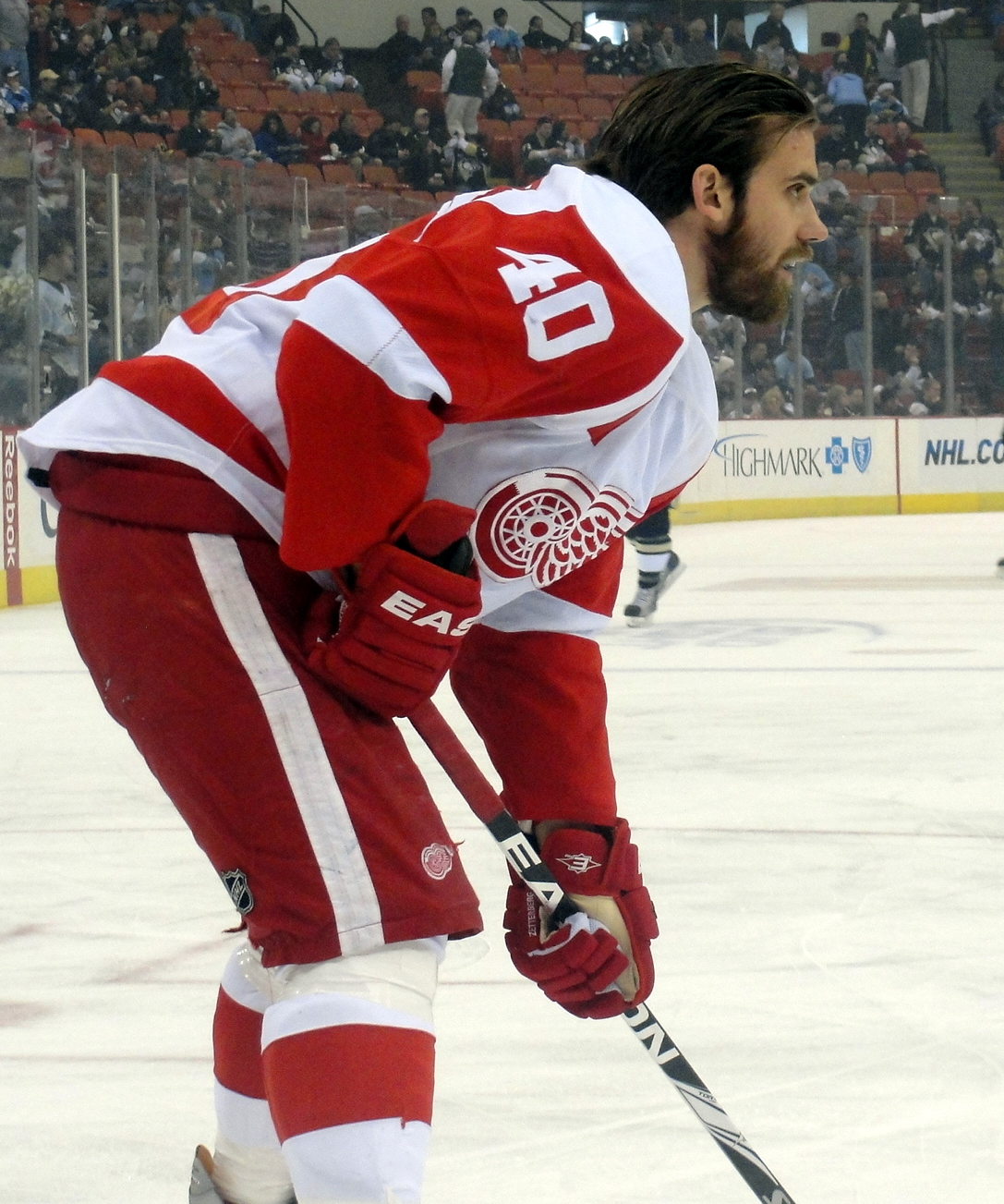
Zetterberg med Red Wings i Pittsburgh, Januari 2010.

### Sverige
| Utmärkelse         | År         |
| ------------------ | ---------- |
| Årets Rookie i SHL | 2001       |
| All-Star laget     | 2002, 2005 |
| Guldpucken         | 2002       |

### NHL
| Utmärkelse                  | År          |
| --------------------------- | ----------- |
| NHL All-Rookie Team         | 2003        |
| All-Star Game               | 2007, 2008* |
| NHL All-Star Team           | 2008        |
| Conn Smythe Trophy          | 2008        |
| Stanley Cup                 | 2008        |
| NHL Foundation Player Award | 2013        |
| King Clancy Memorial Trophy | 2015        |

- Viking Award 2007, 2008 och 2013, som bäste svensk i Nordamerika
- Har klubbrekordet i Detroit Red Wings för flest matcher i rad med minst 1 poäng per match, i början av en säsong (17 matcher, 2007)
- Trippelguldklubben 2008
- Har klubbrekordet i Red Wings på antalet mål ((13) delat med Johan Franzén) och poäng (27) i ett Stanley Cup-slutspel